# جو ستيل
جو ستيل (بالإنجليزية: Joe Steele)‏ هو عازف بيانو وموسيقي أمريكي، ولد في 17 ديسمبر 1899 في سافانا في الولايات المتحدة، وتوفي في 5 فبراير 1964 في نيويورك في الولايات المتحدة.

## وصلات خارجية
- جو ستيل على موقع ميوزك برينز (الإنجليزية)
- جو ستيل على موقع أول ميوزيك (الإنجليزية)